# 6501 Ізонцо
6501 Ізонцо (6501 Isonzo) — астероїд головного поясу, відкритий 5 грудня 1993 року.
Тіссеранів параметр щодо Юпітера — 3,560.